# Maureen Starkey
Maureen «Mo» Starkey Tigrett (nacida Mary Cox; 4 de agosto de 1946, Liverpool, Inglaterra - 30 de diciembre de 1994, Seattle, Washington, Estados Unidos) fue la primera esposa del baterista de los Beatles, Ringo Starr. Se casaron en 1965 y se divorciaron en 1975. La pareja tuvo tres hijos: Zak, Jason y Lee.

## Biografía

### Primeros años
Nació en Liverpool, hija única de Joseph Cox, un camarero asistente, y Florence Barrett. Abandonó la escuela a los 16 años para desempeñarse como peluquera. Sus más cercanos la llamaban «Mo».
Maureen concurría con mucha frecuencia al Cavern Club, donde los Beatles tocaban a menudo. Al entrar a la banda el nuevo baterista Ringo Starr, hubo atracción entre ellos. Con el pasar del tiempo, The Beatles se iban haciendo más conocidos, por lo cual la relación muchas veces se vio amenazada por el asedio de las fanes; tanto así que Maureen llegó a recibir un rasguño en la cara por parte de una admiradora de Ringo, mientras ella lo esperaba fuera del local donde los cuatro de Liverpool tocaban. En septiembre de 1963, Cox, sin el permiso de sus padres, se fue de vacaciones a Grecia con Ringo Starr, Paul McCartney y Jane Asher. En enero de 1965, Ringo le propuso matrimonio a Cox en el Club de Ad Lib en Londres. Maureen ya estaba embarazada de su primer hijo.

### Matrimonio con Ringo
Se casaron el 11 de febrero de 1965. Su primer hijo, Zak Starkey, nació el 13 de septiembre de 1965. Tuvieron dos hijos más, Jason el 19 de agosto de 1967, y Lee el 11 de noviembre de 1970. Durante su matrimonio, tuvieron una relación muy sólida. «Mo» (como le decían sus amigos) muchas veces se hacía cargo de responder las cartas de las fanes (al igual que los padres de George Harrison); Hunter Davies lo atribuye al hecho de que por ser ella desde siempre una fan de los Beatles, mostró mucha empatía con ellos, ya que en parte, los entendía. «Mo» cantó en los coros de «The Continuing Story of Bungalow Bill» y presenció el concierto final del grupo en la azotea de su compañía Apple Records en 1969; al final del concierto, se puede escuchar a Paul McCartney diciendo «Thanks, Mo!» («¡Gracias, Mo!») en referencia a una ovación de Maureen tras la interpretación final de «Get Back».
La primera canción en Apple Records en el catálogo de los Beatles fue una grabación privada especial cantada por Frank Sinatra a petición de Ringo Starr como regalo para el 22 cumpleaños de Maureen en 1968; Sammy Cahn reescribió letras de Lorenz Hart en «The Lady Is a Tramp» y personalizó el tema acerca de Maureen (que era una gran fan de Sinatra). Sinatra grabó la canción en Los Ángeles: únicos intérpretes de la canción, Cahn toca el piano mientras Sinatra canta las letras adaptadas. Sólo unos pocos ejemplares fueron copiados antes de que la cinta original fuera destruida. Ringo sorprendió a Maureen con el sencillo, el 4 de agosto de 1968. Todas las copias sobrevivientes del disco se cuentan entre los artefactos más valiosos de los recuerdos de Beatles/Sinatra. Una copia de mala calidad de la canción comenzó a circular en los círculos de coleccionistas. Ahora está disponible en discos piratas varios. En una entrevista de 2005 con Andrea Gardner en WMGK Radio en Filadelfia, el exgerente comercial de los Beatles, Peter Brown, describe ampliamente su papel en conseguir que Sinatra haga la grabación.
A pesar de una serie de complicaciones en el matrimonio y de rumores de infidelidad por parte de ambos, Maureen no quería el divorcio.  Pattie Boyd, en su libro Wonderful Tonight, menciona una relación entre su esposo de entonces, George Harrison, y Mo, que sucedió en la misma casa de los Starkey en la cual estaban las dos parejas reunidas. Finalmente, el divorcio se hizo efectivo el 17 de julio de 1975.

### Relación con Isaac Tigrett
Tras el divorcio, Maureen se fue dedicando de lleno a sus hijos sin perder el contacto y las buenas relaciones con su exesposo. A principios de los años 1980, conoce a Isaac Tigrett, dueño del Hard Rock Café y del House of Blues Fame. Sin embargo, Mo y Ringo Starr decidieron intentar retomar su relación, pero fue en ese periodo cuando Ringo conoció a la que sería su segunda esposa, Barbara Bach. Maureen volvió con Isaac y tuvieron una hija juntos, Augusta King Tigrett, nacida el 4 de enero de 1987 en Dallas, Texas. Dos años después, el 27 de mayo de 1989, contrajeron matrimonio en Mónaco.

### Muerte
A causa de complicaciones del tratamiento contra la leucemia que padecía, Maureen falleció a los 48 años, el 30 de diciembre de 1994, en el Fred Hutchinson Cancer Research Center de Seattle, Washington. Ella había recibido recientemente la médula ósea de su hijo Zak. Sus cuatro hijos, su madre, su esposo Isaac Tigrett y su exesposo Ringo Starr estaban a su lado cuando ocurrió el deceso. Ringo quedó muy afectado por su muerte. Paul McCartney, en memoria de Maureen, escribió la canción «Little Willow», que aparece en su álbum de 1997 Flaming Pie, para dedicársela a sus hijos.